# Children of Men
Children of Men är en brittisk-amerikansk dystopisk science fiction-film från 2006, i regi av Alfonso Cuarón. Filmen är baserad på P.D. James roman Människors barn. Filmen beskriver ett framtida samhälle, år 2027, där inga nya födslar har skett på nästan 20 år, och så gott som alla samhällen utom Storbritannien, en polisstat med stängda gränser, har kollapsat.

## Handling
Året är 2027. Jordens invånare kan inte längre föröka sig. Världens yngste medborgare har precis avlidit, 18 år gammal, och mänskligheten tvingas inse att den är på väg att dö ut. Byråkraten Theo Faron (Clive Owen) har förlorat tron på framtiden men när hans tidigare fru (Julianne Moore) plötsligt dyker upp tillsammans med mänsklighetens sista hopp, en gravid kvinna (spelad av Claire-Hope Ashitey), bestämmer han sig för att hjälpa henne. Men även andra är intresserade av att få tag i kvinnan och Theo flyr med kvinnan för att föra henne i säkerhet.

### Katastrofer i filmen
I filmen får man se en propagandavideo från brittiska myndigheter om hur världens städer råkat ut för olika katastrofer och att det nu bara är Storbritannien som är kvar.
| Stad          | Händelse i videon                               |
| ------------- | ----------------------------------------------- |
| Paris         | Ett dött landskap med Eiffeltornet i bakgrunden |
| Moskva        | Vasilijkatedralen brinner                       |
| Washington DC | Bilar som brinner, en trasig flagga             |
| Kuala Lumpur  | Petronas Towers brinner                         |
| Tokyo         | En gas-attack                                   |
| Bryssel       | EU-högkvarteret raserat                         |
| Hongkong      | Hela staden brinner                             |
| Berlin        | Terrorister                                     |
| Jakarta       | Milismän med vapen                              |
| New York      | En atombombsexplosion                           |
| Stockholm     | Kor som äter av döda kroppar                    |
| Rom           | Upplopp utanför Colosseum                       |
| Shanghai      | Hela staden brinner                             |
| Milano        | Stridsvagnar på stadens gator                   |
| Köpenhamn     | En person bland ruiner                          |
| Barcelona     | Rökfyllda gator                                 |
| Atlanta       | En brinnande polisbil                           |
| Amsterdam     | Ruiner                                          |
| Genève        | Ett bränt lik                                   |
| Marseille     | Folkmassor klädda i rött                        |
| San Diego     | Exploderande oljebyggnader                      |
| Seoul         | Blod på gatorna                                 |
| Lissabon      | Döda djur                                       |
| Singapore     | Död kropp på bår                                |
| Neapel        | Död soldat i ett ökenliknande landskap          |
| Boston        | Sönderslagen parkering vid köpcentrum           |
| Antwerpen     | En död kropp                                    |

## Rollista (urval)
| Clive Owen          | – Theo Faron |
| Michael Caine       | – Jasper     |
| Charlie Hunnam      | – Patric     |
| Chiwetel Ejiofor    | – Luke       |
| Julianne Moore      | – Julian     |
| Danny Huston        | – Nigel      |
| Ed Westwick         | – Alex       |
| Pam Ferris          | – Miriam     |
| Claire-Hope Ashitey | – Kee        |
| Peter Mullan        | – Syd        |

## Kritiskt mottagande
I Svenska Dagbladet fick filmen betyget 4 av 6 och sammanfattade det som En dystopi som står sig bra. På den amerikanska sidan Rotten Tomatoes anser 92% av kritiker att filmen är positiv. Hos Metacritic har filmen fått 84 av 100.

### Publiktillströmning
Under första helgen var filmen nummer ett i Storbritannien. Filmen drog då in $2,4 miljoner i 368 biosalonger. I USA debuterade filmen med en begränsad premiär i 16 salonger i december, som utökades till över 1200 i januari. Från och med 6 februari 2008 hade filmen dragit in $69 612 678 i världen.

## DVD
Children of Men släpptes på DVD 23 maj, 2007.